# Petemayenbrug
De Petemayenbrug is een dubbele ophaalbrug in Amsterdam-Centrum. De naam zou afgeleid zijn van petemoeien (peetmoeder), tevens aanduiding van oude vrouwtjes.
Ze verbindt Bokkinghangen met Zandhoek, beide westelijke kaden van het Westerdok. Bokkinghangen ligt echter op het voormalige Bolwerk Blauwhoofd (Zeeheldenbuurt), Zandhoek op het Realeneiland. Ze overspant de Zoutkeetsgracht. De gevelwand van Zandhoek bestaat bijna alleen uit rijksmonumenten; de brug kan nog geen gemeentelijk of rijksmonument zijn; ze is te jong.
De eerste brug alhier dateert van tussen 1599 (op de kaart van Pieter Bast zijn de Westelijke Eilanden nog niet ingetekend) en 1625 (op de kaart van Balthasar Florisz. van Berckenrode is een deel van de Westelijke Eilanden wel ingetekend). Van Berckenrode tekende ter plaatse een dubbele ophaalbrug in, want er was hier nog scheepvaart naar en van de “Soutketen” (het Westerdok bestond nog niet). De brug droeg toen de naam Leeuwenburgh Brug. Ook Gerrit de Broen tekende op zijn kaart uit 1737 een dubbele ophaalbrug en vermeldde daarbij ook haar naam "Soutkeets Brug" over de "Soutkeets Graft".
De moderne geschiedenis begint hier in 1862 als de gemeente Amsterdam besluit landhoofden van de dubbele ophaalbrug te vernieuwen. Vanaf dan loopt de geschiedenis grotendeels parallel met die van de Zandhoeksbrug. De houten ophaalbrug werd in 1897 vervangen door een ijzeren. In maart waren ze nog bezig met het schilderwerk. Men had toen het idee dat het toepassen van ijzer voor hameipoort, de balans en liggers een besparing zou opleveren (ten opzichte van een houten brug), de brug werd enkele maanden na opening vastgelegd door Jacob Olie. In 1910 kreeg de brug een koninklijk tintje toen koningin Wilhelmina met haar gevolg de brug overtrok en de toen eenjarige prinses Juliana aan de Oranjevereniging uit de wijk toonde.
Na 35 jaar was de brug op en werd de val van de brug vervangen (1930) om de brug klaar te maken voor de belasting door het almaar zwaarder wordend vervoer. Ze werd aangepast voor voertuigen tot 5,5 ton.
In 1974 wilde de gemeente de bruggen in deze buurt in hun oude staat terug te brengen. Omdat een hele serie van dit soort bruggen voor onderhoud aan de beurt was, had de afdeling Publieke Werken weer ervaring met dit soort bruggen gekregen en (zie herstel van de Magere Brug) kon ze aan de slag gaan. Er moest nog wel elf jaar gewacht worden voordat deze brug opgeleverd kon worden. Er kwamen hameipoorten van massief hout, de houten balansen en brugdelen werden wel versterkt met stalen balken. Alles is geplaatst tussen landhoofden van gewapend beton. Wethouder Enneüs Heerma, naar wie later een brug werd genoemd, opende de brug op 9 november 1985. De bovenbouw verhuisde naar de Oostelijke Eilanden, ze werd gebruikt voor de eerste versie van de Ezelsbrug.

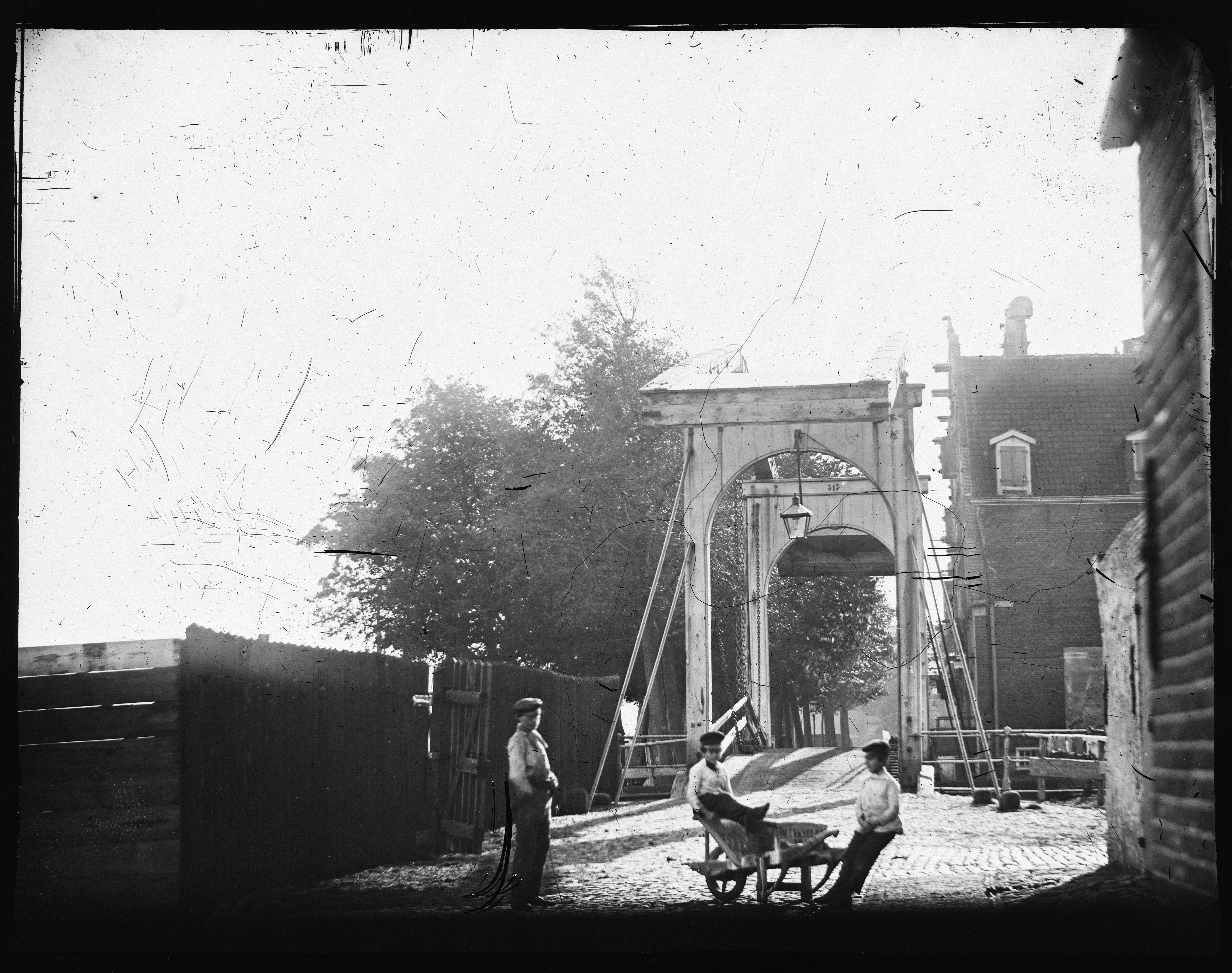
Jacob Olie in 1861, brugnummer boven de achterste hameipoort
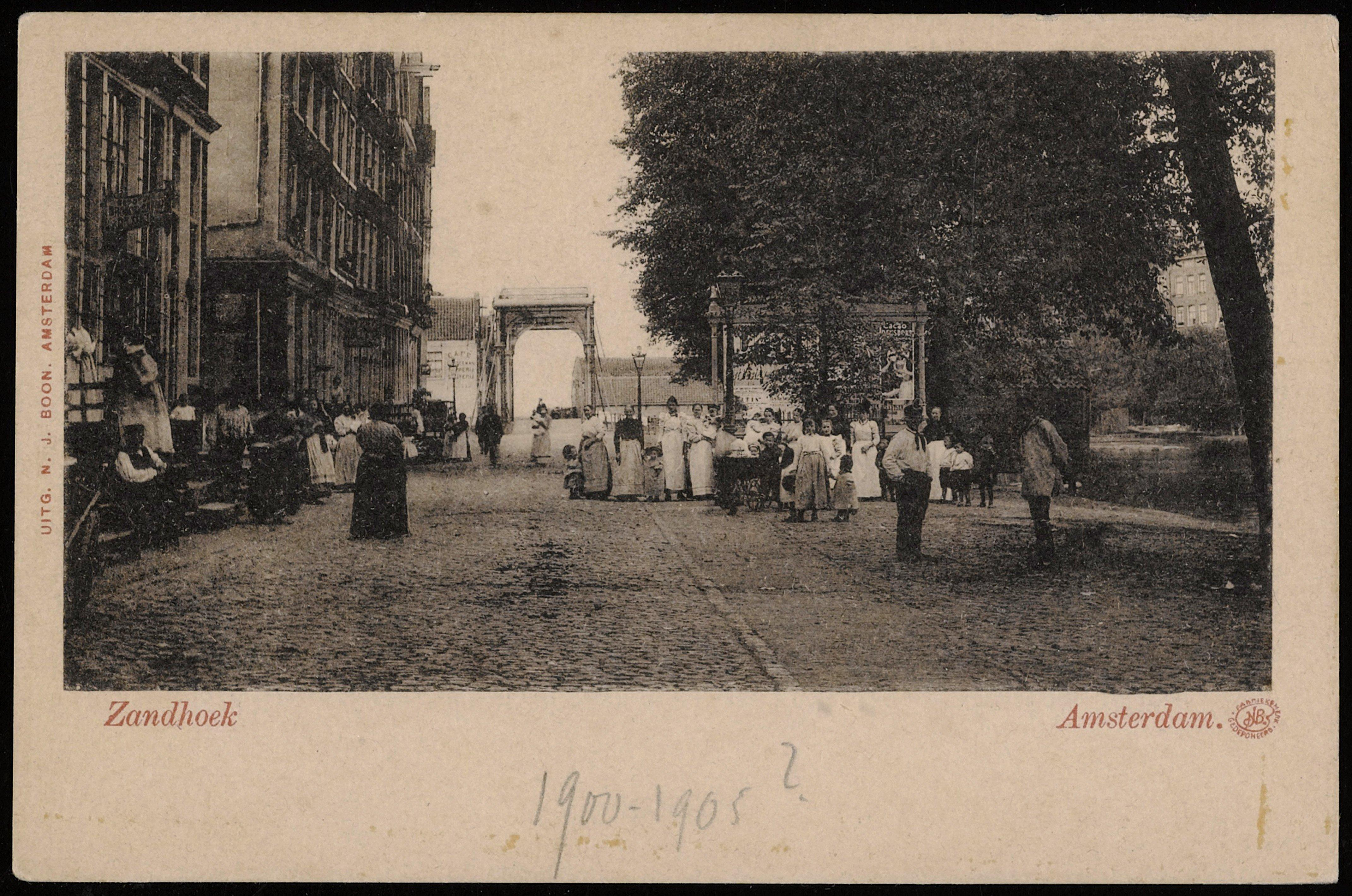
De gietijzeren ophaalbrug rond 1900
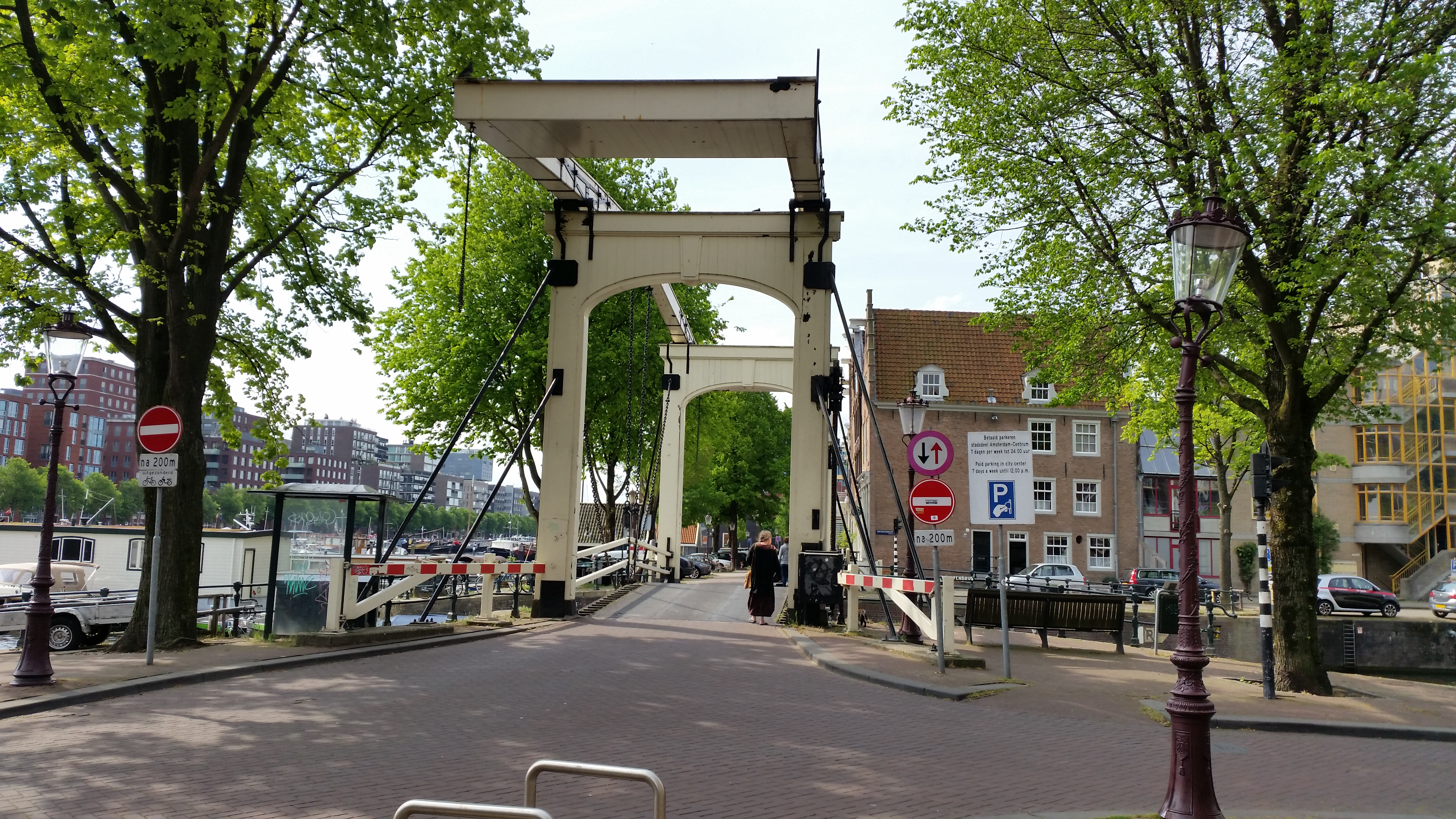
Petemayenbrug richting Zandhoek (mei 2020)
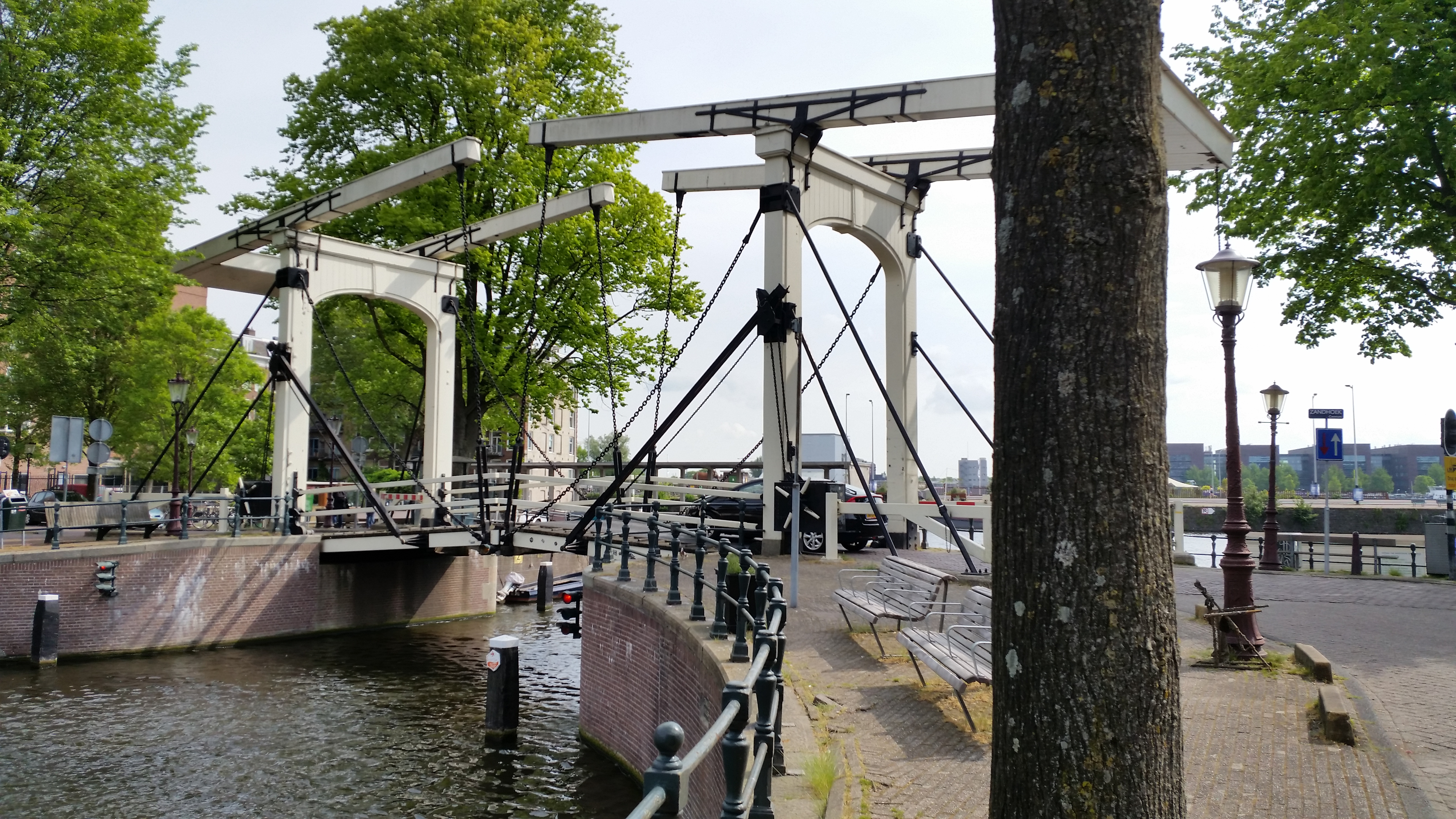
Zijaanzicht van Petemayenbrug (mei 2020)

<<< · 300 · 301 · 302 · 303 · 304 · 305 · 306 · 307 · 308 · 309 · 310 · 311 · 312 · 313 · 314 · 315 · 316 · 317 · 318 · 320 · 321 · 322 · 323 · 324 · 325 · 327 · 328 · 330 · 331 · 332 · 333 · 334 · 335 · 336 · 337 · 338 · 339 · 340 · 341 · 342 · 343 · 344 · 345 · 346 · 347 · 348 · 349 · 350 · 351 · 352 · 353 · 354 · 355 · 356 · 357 · 358 · 359 · 360 · 361 · 362 · 363 · 364 · 365 · 366 · 367 · 368 · 371 · 372 · 373 · 374 · 375 · 376 · 377 · 378 · 379 · 380 · 381 · 382 · 383 · 385 · 386 · 387 · 388 · 389 · 390 · 391 · 392 · 393 · 394 · 395 · 396 · 397 · 398 · 399 · >>>
Brugnummers 319, 326, 329 (tijdelijke duiker in de Ringspoordijk), 369, 370, 384 zijn niet (meer) vergeven.